# Leucadendron
Leucadendron es un género de árboles perteneciente a la familia Proteaceae. Se encuentra en Sudáfrica, donde son una parte importante de la vegetación fynbos.

## Descripción
Son arbustos o pequeños árboles de hoja perenne que crecen hasta un tamaño de 16 m de altura. Las hojas están dispuestas en espiral, sencillas y de color verde, a menudo cubierto con una flor cerosa. Las flores se producen en densas inflorescencias , son dioicas, con diferentes plantas masculinas y femeninas. El fruto contiene numerosas semillas, la morfología de la semilla es muy variada y refleja agrupaciones subgenéricas dentro del género. Unas pocas,  tienen como un paracaídas y sedoso pelo, lo que permite que la nuez, grande y redonda, sea dispersada por el viento. Unas pocas son los roedores las que las dispersan, almacenadas  por las ratas, y otras tienen eleosomas y son dispersadas por las hormigas. Aproximadamente la mitad de las especies tienen las semillas en conos a prueba de fuego y sólo las ponen en libertad después de un incendio que ha causado la muerte de las plantas. 

## Taxonomía
Leucadendron fue descrito por Robert Brown y publicado en Transactions of the Linnean Society of London 10: 50. 1810. La especie tipo es: Leucadendron argenteum (L.) R. Br. 

## Especies seleccionadas
| - Leucadendron album - Leucadendron arcuatum - Leucadendron argenteum - Leucadendron barkerae - Leucadendron bonum - Leucadendron brunioides - Leucadendron burchellii - Leucadendron cadens - Leucadendron chamelaea - Leucadendron cinereum - Leucadendron comosum - Leucadendron concavum - Leucadendron conicum - Leucadendron coniferum - Leucadendron cordatum - Leucadendron coriaceum - Leucadendron corymbosum - Leucadendron cryptocephalum - Leucadendron daphnoides - Leucadendron diemontianum - Leucadendron discolor - Leucadendron dregei - Leucadendron dubium - Leucadendron elimense - Leucadendron ericifolium - Leucadendron eucalyptifolium - Leucadendron flexuosum - Leucadendron floridum - Leucadendron foedum - Leucadendron galpinii - Leucadendron gandogeri - Leucadendron glaberrimum - Leucadendron globosum - Leucadendron grandiflorum - Leucadendron gydoense - Leucadendron immoderatum - Leucadendron lanigerum - Leucadendron laureolum - Leucadendron laxum - Leucadendron levisanus - Leucadendron linifolium - Leucadendron loeriense | - Leucadendron loranthifolium - Leucadendron macowanii - Leucadendron meridianum - Leucadendron meyerianum - Leucadendron microcephalum - Leucadendron modestum - Leucadendron muirii - Leucadendron nervosum - Leucadendron nitidum - Leucadendron nobile - Leucadendron olens - Leucadendron orientale - Leucadendron osbornei - Leucadendron platyspermum - Leucadendron pondoense - Leucadendron procerum - Leucadendron pubescens - Leucadendron pubibracteolatum - Leucadendron radiatum - Leucadendron remotum - Leucadendron roodii - Leucadendron rourkei - Leucadendron rubrum - Leucadendron salicifolium - Leucadendron salignum - Leucadendron sericeum - Leucadendron sessile - Leucadendron sheilae - Leucadendron singulare - Leucadendron sorocephalodes - Leucadendron spirale - Leucadendron spissifolium - Leucadendron stellare - Leucadendron stelligerum - Leucadendron strobilinum - Leucadendron teretifolium - Leucadendron thymifolium - Leucadendron tinctum - Leucadendron tradouwense - Leucadendron uliginosum - Leucadendron verticillatum - Leucadendron xanthoconus |